# Dialéctica

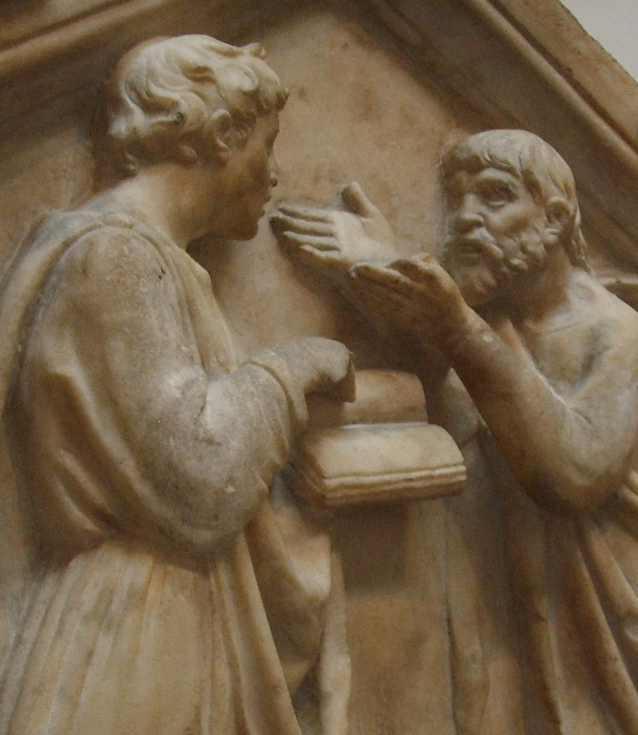
Platón y Aristóteles discutiendo. Detalle de un bajorrelieve de Luca della Robbia,, Florencia, Italia.

La dialéctica —del griego διαλεκτική (dialektikḗ), τέχνη (tékhnē), literalmente: técnica de la conversación; con igual significado, en latín (ars) dialectica— es una rama de la filosofía  cuyo ámbito y alcance han variado significativamente a lo largo de la historia. 
Originariamente, designaba un método de conversación o argumentación análoga a lo que actualmente se llama lógica. En el siglo XVIII el término adquirió un nuevo significado: la teoría de los contrapuestos en las cosas o en los conceptos, así como la detección y superación de estos contrapuestos. 
De manera más esquemática puede definirse la dialéctica como el discurso en el que se contrapone una determinada concepción o tradición, entendida como tesis, y la muestra de los problemas y contradicciones, entendida como antítesis. De esta confrontación surge, en un tercer momento llamado síntesis, una resolución o una nueva comprensión del problema. Este esquema general puede concretarse como la contraposición entre concepto y cosa en la teoría del conocimiento, a la contraposición entre los diferentes participantes en una discusión y a contraposiciones reales en la naturaleza o en la sociedad, entre otras.
El término adquiere un significado no circunscrito al ámbito de la retórica, fundamentalmente, a los escritos del filósofo alemán G.W.F. Hegel. En la época en que escribe una de sus grandes obras (Fenomenología del espíritu, 1808), el mundo parece haberse puesto en movimiento, transformando de forma visible lo que había durado siglos. Se trata de los primeros momentos del modo de producción capitalista que, a diferencia de los anteriores, se basa primordialmente en la circulación de las mercancías y del dinero. Entonces el viejo problema filosófico del cambio se agudiza: ¿cómo entender racionalmente que una cosa pueda cambiar de apariencia y seguir siendo la misma cosa? Hegel concibe la realidad como formada por opuestos que, en el conflicto inevitable que surge, engendran nuevos conceptos que, en contacto con la realidad, entran en contraposición siempre con algo. Este esquema es el que permite explicar el cambio manteniendo la identidad de cada elemento, a pesar de que el conjunto haya cambiado. 
Con el mismo proceder Karl Marx analizará la realidad social y, claramente en sus escritos a partir de 1842, la entenderá como una realidad conflictiva debido a la contraposición de intereses materiales incompatibles. Así dirá, en el Manifiesto comunista (1848), que "toda la historia de la humanidad hasta ahora es la historia de la lucha de clases"; esto es: la confrontación entre clases sociales es el motor del cambio histórico. 
En el siglo XX el filósofo alemán Theodor W. Adorno titulará Dialéctica negativa (1966) una de sus obras capitales. Esta obra se inicia con una afirmación provocativa: "La formulación dialéctica negativa atenta contra la tradición". Se refiere Adorno a que en la dialéctica de Platón o en la de Hegel el resultado del movimiento de contraposición es la afirmación de algo, mientras que lo que él pretende es subrayar el carácter inconcluso de cualquier momento del movimiento de contraposición, tanto a nivel social como cultural.

## Historia

### Dialéctica espontánea en la antigüedad
Para el hinduismo, la diversidad de cosas y eventos contradictorios que nos rodean son justamente las diferentes manifestaciones del todo, llamado Brahman. Así, a los diversos aspectos de lo Divino, dieron en la India antigua distintos nombres de variados dioses que no son más que reflejos de una única realidad última, de manera que, por ejemplo, la fuerza destructora y la fuerza creadora son dos manifestaciones de esa misma realidad. 

### La dialéctica como método en la filosofía clásica griega
Heráclito puede ser considerado como 'padre de la dialéctica' en occidente, es el primero que considera que la contradicción no paraliza, sino dinamiza. En Heráclito se insinúa que las cosas se empujan unas a otras oponiéndose. En toda oposición los términos que se oponen son, cada uno, la negación del otro. 
En Heráclito de Éfeso, se puede observar con más claridad la movilidad y la negatividad que hemos sentado como características de la dialéctica. Es bien sabido que «El Oscuro de Éfeso», como lo llamaron los antiguos, decía que "todo pasa" y que "la guerra es el padre de todas las cosas". Conviene advertir, respecto de la primera afirmación, que un fragmento muy citado dice que, según Heráclito, "no es posible bajar dos veces al mismo río porque los que descienden se sumergen en aguas siempre distintas en su fluir incesante". Pero en otro fragmento, menos citado, se lee igualmente que, "bajamos y no bajamos al mismo río, somos y no somos". Esto es importante, porque significa que Heráclito no era heracliteano, es decir, no sostenía, como algunos manuales le hacen decir, que el incesante fluir de las cosas destruye continua y enteramente su identidad. No es el mismo río, pero lo es; somos y no somos. Heráclito veía a las cosas permanecer cambiando y cambiar permaneciendo.
Otro de los primeros ejemplos de aplicación del método dialéctico lo ofrecen los Diálogos del filósofo griego Platón, quien además reflexiona sobre el funcionamiento y el alcance de este procedimiento, notablemente en sus obras Gorgias, República VI y VII y Teeteto.
En los diálogos platónicos tempranos, el procedimiento permite someter a examen cierto conjunto de creencias que mantiene determinado individuo. A partir de los diálogos medios, su alcance se amplía, para poner a prueba hipótesis o teorías con las que no necesariamente alguien está comprometido. El examen usualmente lo lleva a cabo Sócrates, quien dirige a su interlocutor una serie de preguntas para explorar si hay inconsistencias entre sus afirmaciones. Estas preguntas son, pues, críticas y comprometedoras, y puede considerarse que equivalen a objeciones; pues naturalmente, una teoría que muestra ser contradictoria no podría aceptarse como verdadera (Vg., ha sido refutada). Por otra parte, en muchos diálogos de Platón puede constatarse cómo los interlocutores de Sócrates se defienden de sus objeciones; en ocasiones es el propio Sócrates quien responde a sus críticas anteriores. El procedimiento de preguntas y respuestas da lugar así a una discusión o controversia racional, cuyo resultado es a menudo la refutación de las ideas que se examinan. En cualquier caso, mediante la detección y eliminación de errores, el procedimiento tiende a la identificación de la verdad -o al menos, de lo que racionalmente puede aceptarse como tal. La refutación (en griego: elenchô) se convierte en un método de prueba (Vlastos, G. Socratic Studies, Cap. 1)
Casi todos los filósofos presocráticos habían escrito como profetas iluminados, sin pensar siquiera en dar alguna prueba de la validez de sus puntos de vista (M. Detienne). Una excepción importante es Zenón de Elea, quien introduce en la filosofía la idea de refutar racionalmente las teorías de sus adversarios, mostrando que conducen a paradojas. Este es el antecedente del que parten Sócrates y Platón, el último de los cuales lleva la idea un paso más lejos. Es notable que en el Parménides Platón haya utilizado el procedimiento de preguntas comprometedoras, para poner a prueba teorías de su propia factura (concretamente, la teoría metafísica de las Formas), convirtiéndose así en el primer filósofo que practica la autocrítica. Tal vez Platón intenta mostrar así cuánto más le interesa la búsqueda de la verdad, que la defensa de sus posiciones. En todo caso, la dialéctica (i.e., la controversia, y más fundamentalmente, la exposición a la crítica) queda perfilada por él como un procedimiento de investigación. A este gesto del clásico puede atribuirse el que la filosofía sea hoy un campo de investigación académica, y no una rama de la mitología o de la literatura fantástica.
Para Aristóteles, la búsqueda de la base filosófica de la ciencia (y de la propia filosofía) requiere un ejercicio dialéctico. En la Metafísica, Libro Γ (o IV), Cap. 4, Aristóteles explica por qué la búsqueda de una prueba de los "principios" debe hacerse mediante una demostración refutativa, y en cambio sería imposible dar de ellos una "demostración" (vg., una prueba positiva de ellos). Aristóteles también trata de la dialéctica en los Tópicos.
Esta clase de justificaciones o pruebas, que la actividad dialéctica permite conseguir según los clásicos, sólo pueden desarrollarse gracias a la confrontación de puntos de vista opuestos. Sin embargo, a partir de la Ilustración se difundió ampliamente, aunque al parecer sin discusión de por medio, un juicio contrario, de David Hume, quien en la Investigación sobre el Entendimiento Humano § 4, afirma sin más que todo razonamiento humano es inductivo (en sus términos, "probable", o "moral") o deductivo ("demostrativo"); por tanto, no dialéctico sino monoléctico. Es decir que según Hume, toda prueba científica o filosófica debe ser construíble en su integridad desde un único punto de vista. Esta idea no ha sido suficientemente discutida, y puede considerarse como una hipótesis, tanto como la idea contraria.
Además de la propia confrontación de ideas, un par de conceptos o reglas lógicas distinguen a los argumentos dialécticos de los monolécticos. Son 1) la argumentación ex concessis, según la cual es lícito razonar a partir de los presupuestos o premisas del antagonista, sin que en suma, haga falta justificarlas (al menos, no de cara a ese mismo contrario). Y por otra parte 2), la
noción de la carga de la prueba, que atribuye a uno de los debatientes en particular, el deber de iniciar la argumentación, dando un respaldo prima facie razonable a su tesis. Si el interesado lo consigue, con ello transfiere a su adversario la obligación (o carga) de responder, argumentando en contra suya. Cualquiera de los debatientes que deje de atender satisfactoriamente esta obligación cuando le corresponde, por ese hecho resulta derrotado en la polémica. En Occidente, la carga de la prueba inicial corresponde al que propone novedades, y desde luego a quien cuestiona los usos y las creencias tradicionales o generalmente aceptadas. Una máxima del derecho romano prescribe: "el que afirma, prueba".
Parece que a los estoicos se debe el uso posterior (concretamente, medieval) del término, con el que 'Dialéctica' pasa a referirse al conjunto de la lógica, que por lo demás los estoicos cultivaron como estudio del razonamiento deductivo (por tanto, monoléctico). Junto con la Gramática y la Retórica, la Dialéctica constituye el Trivium medieval.

### Dialéctica de la filosofía idealista alemana
Para Immanuel Kant la sensibilidad tiene como formas a priori el espacio y el tiempo y la razón humana tiene, también anteriores a toda experiencia, un conjunto de categorías para concebir los objetos, siempre que haya fenómenos sobre los cuales ellas puedan actuar. Cuando tal cosa no ocurre, como en el caso de los objetos denominados "metafísicos", el entendimiento deriva en las llamadas antinomias, en las cuales puede demostrarse como verdadera tanto una posición como la contraria, hay argumentos en favor y en contra de las tesis y de sus respectivas antítesis. La solución no puede ser dogmática sino crítica de la razón pura, distinguiendo la "cosa en sí" del mundo fenomenológico, que no existe independientemente de nuestras representaciones.
Para Johann Gottlieb Fichte del yo, del sujeto se deriva todo y de acuerdo con los principios lógicos de la identidad y negación, al afirmarse el yo engendra por oposición el "no yo" y ambos están subordinados a un principio de unidad total. Así como el yo entra en contradicción consigo mismo y posiciona el no yo, elimina esta oposición mediante la limitación de ambos y fluye un proceso infinito y que se formula en la tríada dialéctica: tesis, antítesis y síntesis. 
Arthur Schopenhauer entre otros aspectos de la dialéctica considera a la dialéctica como una forma elocuente de razonamiento e incluso de discutir contra algo que critica, considera de este modo a la dialéctica como un método de una eudemonología y en cuanto a un intento de diálogo más como una erística: la dialéctica del sofisma y de la falacia (Véase: Die Kunst, Glücklich Zu Sein Oder, Eudämonologie «Eudemonología o el arte de ser feliz, explicado en 50 reglas para la vida»)  y  «Dialéctica erística o el arte de tener razón, expuesta en treinta y ocho estratagemas» (obra también conocida como  «El arte de tener razón»). 
El filósofo alemán Georg Wilhelm Friedrich Hegel aplica el término dialéctica a su sistema filosófico y a su lógica centrada en el devenir, la contradicción y el cambio, que sustituye los principios de identidad y no contradicción, por los de la transformación incesante de las cosas y la unidad de los contrarios. Hegel pensaba que la evolución de la Idea se produce a través de un proceso dialéctico, es decir, un concepto se enfrenta a su opuesto y como resultado de este conflicto, se alza un tercero, la síntesis. La síntesis se encuentra más cargada de verdad que los dos anteriores opuestos. La obra de Hegel se basa en la concepción idealista de una mente universal que, a través de la evolución, aspira a llegar al más alto límite de autoconciencia y de libertad.
El filósofo alemán Karl Marx aplicaba el concepto de dialéctica a los procesos sociales y económicos. El llamado materialismo dialéctico de Marx es con frecuencia considerado como una revisión del sistema hegeliano. Este proponía una solución a un problema generalizado de extremos económicos por medio de los tres conceptos: tesis, antítesis y síntesis. La primera era la fuente del problema en este la propiedad del capital concentrada en la clase burguesa. La segunda la clase proletaria creadora del valor con su trabajo y despojada de todo medio de producción. Estas dos darán como síntesis el comunismo, la propiedad social de los medios de producción.

#### La dialéctica de Hegel
En la dialéctica de Hegel, la contradicción de ideas es el factor determinante de la relación entre ellas.  La palabra dialéctica adopta el sentido de esa contradicción entre ideas usualmente filosóficas, sociales o históricas.  La dialéctica comprende tres etapas de desarrollo:
1. Tesis: formulación de una idea.(Afirmación)
2. Antítesis: Afirmación que niega la tesis.
3. Síntesis: negación de la antítesis que supera la tesis. La síntesis no es una resolución final, sino que luego será tesis de una nueva tríada. La dialéctica es el proceso por el cual se explica el cambio y la permanencia.

La dialéctica se basa en la fundamentación de que una idea (tesis), generalmente histórica, social o filosófica, al ser desarrollada en detalle, abre aspectos diversos que entre sí se avienen mal (antítesis), pero finalmente surge una manera de reconcebirla conciliando aspectos aparentemente contradictorios (síntesis). Si bien Hegel nunca usó los términos tesis, antítesis y síntesis, diversos analistas posteriores popularizaron esta terminología (debida a H. M. Chalybäus) para analizar el desarrollo de la dialéctica hegeliana de una idea o tesis.
Según este punto de vista, muchas ideas o corrientes reflexivas pasan por una fase de contradicción aparente. Esta característica sería profunda y esencial en el análisis de Hegel. Metafóricamente, se podría decir que la identidad es la determinación de lo simple inmediato y estático, mientras que la contradicción es la raíz de todo movimiento y vitalidad, el principio de todo auto movimiento y solamente aquello que encierra una contradicción se mueve.
La imaginación corriente capta la identidad, la diferencia y la contradicción, pero no la transición de lo uno a lo otro, que es lo más importante, cómo lo uno se convierte en lo otro.
Causa y efecto son momentos de la dependencia recíproca universal, de la conexión y concatenación recíproca de los acontecimientos, eslabones en la cadena del desarrollo de la materia y la sociedad: la misma cosa se presenta primero como causa y luego como efecto. Es necesario hacer conciencia de la intercausalidad, de las leyes de conexión universal objetiva, de la lucha y la unidad de los contrarios y de las transiciones y las transformaciones de la naturaleza y la sociedad. La verdad está compuesta de la totalidad de todos los aspectos del fenómeno, de la realidad, de los fenómenos y de sus relaciones recíprocas.
La realidad es la unidad de la esencia y la existencia. La esencia no está detrás o más allá del fenómeno, sino que por lo mismo que la esencia existe, se concreta en el fenómeno. La existencia es la unidad inmediata del ser y la reflexión. Posibilidad y accidentalidad son momentos de la realidad, puestos como formas que constituyen la exterioridad de lo real, y, por tanto, son cuestión que afecta el contenido, porque en la realidad se reúne esta exterioridad con la interioridad en un movimiento único, se convierte en necesidad y así lo necesario es mediado por un cúmulo de circunstancias o condiciones.
La cantidad se transforma en cualidad y los cambios se interconectan y se provocan los unos con los otros. Las matemáticas no han logrado justificar estas operaciones que se basan en la transición, porque la transición no es de naturaleza matemática o formal, sino dialéctica.
Las determinaciones lógicas anteriormente expuestas, las determinaciones del ser y la esencia, no son meras determinaciones del pensamiento. La lógica del concepto se entiende ordinariamente como ciencia solamente formal, pero si las formas lógicas del concepto fueran recipientes muertos, pasivos, de representaciones y pensamientos, su conocimiento sería superfluo. En realidad, son como formas del concepto, el espíritu vivo de lo real y por tanto se requiere indagar la verdad de estas formas y su conexión necesaria.
El método del conocimiento no es una forma meramente exterior, sino que es alma y concepto del contenido. Por lo que se refiere a la naturaleza del concepto, el análisis es lo primero, porque debe elevar la materia dada a la forma de abstracciones universales, las cuales luego mediante el método sintético son puestas como definiciones. El análisis resuelve el dato concreto, aísla sus diferencias y les da forma de universalidad o, deja lo concreto como fundamento y por medio de la abstracción de las particularidades que aparentan ser inesenciales, pone de relieve un universal concreto o la fuerza y la ley general. Esta universalidad también es determinada mediante la síntesis del concepto en sus formas, en definiciones.
La actividad humana une lo subjetivo con lo objetivo. El fin subjetivo se vincula con la objetividad exterior a él, a través de un medio que es la unidad de ambos, esto es la actividad conforme al fin. Así, con sus herramientas el hombre posee poder sobre la naturaleza exterior, aunque en lo que respecta a sus fines se encuentra con frecuencia sometido a ella.

### Dialéctica materialista
La más simple e influyente formulación del materialismo dialéctico se halla en Engels, que creyó con ello no desviarse de Marx o, en todo caso, creyó completar a Marx. La formulación de Engels se ha incorporado al marxismo. Esto no quiere decir que sólo los marxistas sean materialistas dialécticos.  Ello puede ocurrir de varios modos, entre los cuales sobresalen dos: como un intento de suplementar y sistematizar el marxismo en forma distinta del conglomerado hoy tradicional «Marx-Engels-Lenin», o «marxismo-leninismo»; o bien como una posibilidad para el futuro, cuando se haya «absorbido» por completo la razón analítica y positiva que se supone caracteriza aún las ciencias y éstas puedan constituirse dialécticamente, o materialística-dialécticamente.
Engels desarrolló el materialismo dialéctico en la obra "La transformación de las ciencias por el Sr. Dühring" (Herrn Dühring Umwälzung der Wissenschaften, 1878; publicada como una serie de artículos en Vorwärts!, 1877), conocida con el nombre de Anti-Dühring, y también en una serie de 2148 manuscritos procedentes de 1873-1883 y publicados por vez primera en 1925 con el nombre "Dialéctica de la naturaleza" (hay posteriores ediciones, más fidedignas; trad. esp. con introducción por Manuel Sacristán). Aunque Engels se opuso al idealismo, incluyendo el idealismo de Hegel, encontró en este autor apoyo para una «filosofía de la Naturaleza» que descartara y superara el materialismo mecanicista, característico de gran parte de la física (mecánica) moderna y en particular de las interpretaciones filosóficas de la ciencia moderna que proliferaron en el siglo XIX por obra de Ludwig Büchner y otros autores. Este materialismo es, según Engels, superficial y no tiene en cuenta que los modelos mecánicos no se aplican a nuevos desarrollos científicos, tales como los habidos en química y en biología, y especialmente tal como se manifiestan en la teoría de la evolución de las especies. El materialismo «vulgar» mecanicista no tiene tampoco en cuenta el carácter práctico del conocimiento y el hecho de que las ciencias no son independientes de las condiciones sociales y de las posibilidades de revolucionar la sociedad.
Mientras el materialismo mecanicista se apoya en la idea de que el mundo está compuesto de cosas y, en último término, de partículas materiales que se combinan entre sí de un modo «inerte», el materialismo dialéctico afirma que los fenómenos materiales son procesos. Hegel tuvo razón en insistir en el carácter global y dialéctico de los cambios en los procesos naturales, pero erró en hacer de estos cambios manifestaciones del «Espíritu». Hay que «invertir» la idea hegeliana y colocar en la base la materia en cuanto que se desarrolla dialécticamente. La dialéctica de la Naturaleza procede según las tres grandes leyes dialécticas: 
- ley del paso de la cantidad a la cualidad,
- ley de la interpenetración de los contrarios (u opuestos) y
- ley de la negación de la negación.

Negar que hay contradicciones en la Naturaleza es, según Engels, mantener una posición metafísica; lo cierto es que el movimiento mismo está lleno de contradicciones. Son contradicciones «objetivas» y también «subjetivas». Sin la constante lucha de los opuestos no pueden explicarse los cambios.
El carácter de lucha y oposición de contrarios es, según Engels, universal. Se manifiesta no solo en la sociedad y en la Naturaleza, sino también en la matemática. La negación de la negación se manifiesta en que de un germen procede una planta que florece y muere, produciendo otro germen que vuelve a florecer. También se manifiesta en que la negación de una cantidad negativa da una positiva. El materialismo dialéctico no es, según Engels, contrario a los resultados de las ciencias; por el contrario, explica, justifica y sintetiza estos resultados.
En la Dialéctica de la Naturaleza, Engels se manifestó en desacuerdo con considerar la necesidad o lo necesario como lo único interesante desde el punto de vista científico y el azar o lo casual como indiferente para la ciencia, pues así "cesa toda ciencia, ya que ésta debe precisamente investigar lo que no conocemos". Consideró que la metafísica está cautiva de la contraposición que media entre casualidad y necesidad y no entiende cómo lo casual es necesario y lo necesario, al mismo tiempo, casual. "El determinismo, que pasa del materialismo francés a las ciencias naturales, trata de resolver el problema de lo casual pura y simplemente negándolo. Según esta concepción, en la naturaleza reina sencillamente la necesidad directa". En cambio, Darwin fundamentó la necesidad de la evolución, sobre "la más amplia base de casualidad". La naturaleza se ha desenvuelto "más o menos accidentalmente, pero con la necesidad que es también inherente a la casualidad". Actualmente podría verse en las matemáticas de las probabilidades, una confirmación de esta visión dialéctica, en sus especificidades para las ciencias naturales y para las ciencias sociales.
A despecho del ejemplo citado en la matemática se ha preguntado a menudo hasta qué punto las ciencias formales, y específicamente la lógica, son dialécticas y están sometidas a las leyes enunciadas por el materialismo dialéctico. Engels se expresó al respecto de un modo un tanto ambivalente, pues mientras las leyes de referencia tienen, a su entender, un alcance verdaderamente universal, por otro lado las leyes dialécticas mismas constituyen un elemento invariable. Puesto que la lógica misma es dialéctica, parece que no cabe preguntar si la propia lógica dialéctica es o no dialéctica; no parece que se pueda negar la lógica dialéctica por otra lógica no dialéctica. Por otro lado, la negación de la negación de esta lógica dialéctica daría una lógica dialéctica supuestamente «superior». Son muchas las discusiones sobre la autonomía o heteronomía de la lógica formal dentro del materialismo dialéctico.
Muchos autores después de Engels han seguido a este autor en el camino del materialismo dialéctico, si bien han modificado este de varios modos. Tal sucede con Lenin, con quien se inicia una tradición de materialismo dialéctico llamada «marxista-leninista». Para él la dialéctica es la doctrina del desarrollo en su forma más completa, profunda y libre de unilateralidad, la doctrina acerca de lo relativo del conocimiento humano, que nos da un reflejo de la materia en perpetuo desarrollo.
Lenin insistió inicialmente menos que Engels en la noción de «materia» como realidad sometida a cambios de acuerdo con un proceso dialéctico, porque le interesaba defender el realismo materialista contra el idealismo y el fenomenismo de los que seguían a autores como Mach y Avenarius. En Materialismo y empiriocriticismo (1909), Lenin equiparó la realidad material con la realidad del mundo real «externo», reflejado por la conciencia, la cual «copia» este mundo mediante las percepciones. Estas no son símbolos o cifras, sino reflejos de «la realidad (material) misma». Esto no quiere decir que las percepciones, o las sensaciones, describan el mundo real físico tal como este es. El verdadero conocimiento de este mundo es el conocimiento científico, pero la percepción no es incompatible con este conocimiento. El materialismo dialéctico y la epistemología «realista» y «científica» que lo acompaña es, según Lenin, la doctrina que debe adoptarse para luchar en favor del comunismo. Esto parece convertir el materialismo dialéctico en una ideología cuya verdad depende de la situación histórica. El materialismo dialéctico es, en suma, «partidista». Sin embargo, este partidismo no puede equipararse al de las ideologías no proletarias y no revolucionarias; si es una ideología, es una que contribuye a traer al mundo la «teoría verdadera», que es la que corresponde a la sociedad sin clases.
En las discusiones entre los materialistas dialécticos ha surgido con frecuencia el problema de si, y hasta qué punto, hay que destacar el aspecto materialista o el dialéctico. En escritos posteriores al citado antes, y especialmente en los Cuadernos filosóficos (1915), Lenin subrayó considerablemente el aspecto dialéctico y, con ello, lo que interpretó como el verdadero método hegeliano, pero ello no equivale aún a dejar de lado el materialismo, sin el cual se desembocaría en un idealismo:

La dialéctica como conocimiento vivo, multilateral (con el número de aspectos siempre en aumento), de innumerables matices en el modo de abordar, de aproximarse a la realidad (con un sistema filosófico qué, de cada matiz, se desarrolla en un todo): he aquí el contenido inconmensurablemente rico, en comparación con el materialismo 'metafísico', cuya desgracia principal es la de no ser capaz de aplicar la dialéctica a la 'Teoría de Reflejo', al proceso y desarrollo del conocimiento.

Así, mientras la dialéctica en el materialismo dialéctico pone de relieve aspectos «idealistas» y «hegelianos», el materialismo en la misma doctrina pone de relieve, o puede terminar por poner excesivamente de relieve, aspectos puramente «mecanicistas» o «superficiales». El equilibrio entre dialéctica y materialismo en el materialismo dialéctico es por ello uno de los desiderata de muchos de los autores adheridos a esta tendencia.
En ocasiones se ha procurado resolver el conflicto entre los dos componentes del materialismo dialéctico acentuándose los aspectos «prácticos». Así sucede, por ejemplo, con el maoísmo y con varias tendencias políticas más interesadas en la realización de un programa que en discutir las bases filosóficas subyacentes en el mismo. 
Mao Zedong escribió en 1937 el ensayo Sobre la Contradicción, que además de partir de la universalidad de la contradicción y las particularidades de cada contradicción, se centra en determinar la contradicción principal y el aspecto principal de una contradicción, así como el antagonismo, la lucha y la identidad de contrarios, de manera que los militantes revolucionarios tuvieran un manual de lógica para la solución de los problemas políticos concretos. Mao también criticó las tres leyes dialécticas de Engels:

Engels habló de las tres categorías, pero yo no creo en dos de esas categorías. (La unidad de los opuestos es la ley más básica, la transformación de la cualidad y la cantidad entre sí es la unidad de los opuestos cualidad y cantidad, y la negación de la negación no existe en absoluto). La yuxtaposición, en el mismo nivel, de la transformación recíproca de la cualidad y la cantidad, la negación de la negación, y la ley de la unidad de los opuestos es el 'triplismo', no el monismo. Lo más básico es la unidad de los opuestos. La transformación de la calidad y la cantidad entre sí es la unidad de los opuestos calidad y cantidad. No existe tal cosa como la negación de la negación... en el desarrollo de las cosas, cada eslabón en la cadena de eventos es a la vez afirmación y negación”.

### Dialéctica serial
La dialéctica serial o equilibrio de fuerzas es un método lógico y una noción filosófica que afirma que las antinomias (tesis y antítesis) no se resuelven por medio de una síntesis superadora de ambas sino que se complementan mutuamente generando un equilibrio sin perder cada una su autonomía y contradicción con la otra.

### La crítica de Sartre
La Crítica de la razón dialéctica, del filósofo francés Jean-Paul Sartre, fue publicada en 1960 con el título original de Critique de la raison dialectique (précédé de Questions de méthode). En ella, Sartre se preguntaba cómo constituir una antropología estructural e histórica, que no sacrifique la concreción del objeto estudiado en un sistema fijo de conceptos. Subrayaba entonces que sólo la antropología marxista puede servir para tal propósito, pero con la condición de que ésta se fundamente en la comprensión de lo humano que supone el existencialismo, la dialéctica fenomenológica del Ser y la Nada. No obstante, si el materialismo histórico de Karl Marx es cierto, entonces la historia es dialéctica, una totalización: ¿pero hay una razón dialéctica? ¿O bien la racionalidad positivista de las ciencias es suficiente para estudiar al hombre y a la existencia humana? Estas son las preguntas fundamentales planteadas por Sartre en Crítica de la razón dialéctica. Aunque el "ejercicio dialéctico" entendido a la manera clásica, como aquello que pertenece a un debate o controversia, no fue el objeto de su estudio, Sartre fue ante todo un polemista y un defensor de la importancia de la confrontación de opiniones como condición del conocimiento y de las transformaciones conscientes de la vida y la sociedad.

## La dialéctica y la ciencia contemporánea
La utilización de la dialéctica, más allá de las aplicaciones que de ella muestran los clásicos (Hegel, Marx, Engels), ha sido discutida más recientemente por filósofos como Lucien Seve, Jean Marie Bohm o el propio Jean Paul Sartre ("Crítica de la razón dialéctica", donde muestra el interés de la dialéctica en el estudio de los grupos humanos, pero descarta su validez en su aplicación al conocimiento de la naturaleza). Sin embargo, el desarrollo del conocimiento científico (y la aplicación del aparato matemático correspondiente) permiten resultados en este ámbito verdaderamente estimulantes. Así, la obra de científicos universalmente reconocidos hace de la dialéctica una herramienta reveladora. De una manera general, la dialéctica se presenta como una metodología para la comprensión de los fenómenos naturales en su evolución, y los principios de la dialéctica aparecen como una emanación de las propiedades generales de la ciencia en evolución. Cabe citar a John Haldane, Richard Lewontin y Stephen Jay Gould, en el dominio de la biología y evolución, así comoa Bertell Ollman y Pascal Charbonnat en un marco epistemológico mucho más amplio. 
La objeción sartriana procede sin duda de la tradición cartesiana (res cogitans, res extensa) que se refleja en la distinción de los dos ámbitos sartreanos (para-sí y en-sí). La dificultad entonces se encuentra en la relación entre ellos, que Descartes resuelve de forma poco verosímil con la glándula pineal; mientras que Sartre hace que la conciencia asuma el mundo según su propia finalidad. El problema es que ambos se basan en un materialismo mecanicista para el cual el movimiento debe ser insuflado desde el exterior. Este es el origen de un finalismo o una teleología que supedita las causas a una finalidad trascendente. Pero la práctica científica actual integra en términos de causalidad toda explicación finalista.
En este sentido cabe destacar la obra de Évariste Sanchez-Palencia ("Paseo dialéctico por las ciencias",  ver Bibliografía, fuentes segundarias), donde desarrolla una visión de la dialéctica en las ciencias en relación con la teoría matemática de los sistemas dinámicos. En la presentación de la edición italiana de este texto, el filósofo Paolo Quintili destaca la relevancia de la dialéctica en la formulación de los principios de los sistemas complejos, de las ecuaciones de campo, de los fenómenos electromagnéticos, de la relatividad, etc., en donde rige una lógica distinta de la del principio de la lógica formal, que es precisamente una lógica de lo instantáneo, de lo inmutable, mientras que se debe poner en juego una lógica dialéctica, en la que ya no opera el principio del "tercero excluido" sino que trata de los fenómenos evolutivos, en los que el tiempo juega un papel esencial y la causalidad ya no es instantánea sino más bien diferida o evolutiva, pues los fenómenos más relevantes son fenómenos de interacción y evolución en el tiempo. Un desarrollo extensivo que muestra como la dialéctica emana de los sistemas dinámicos puede consultarse en el libro recientemente publicado "Dialectique dans les sciences et systèmes dynamiques" (ver Bibliografía, fuentes segundarias). Según Sanchez-Palencia, los principios de la dialéctica, como fueron enunciados desde Engels se confirman y se completan de acuerdo con la evolución del pensamiento científico.